# John Bussell
John Garrett Bussell (Portsmouth, 16 augustus 1803 – Busselton, 17 september 1875) was een Britse pionier in West-Australië. Hij wordt beschouwd als stichter van de plaats Busselton in Zuidwest-Australië.

## Engeland
John Bussell werd in 1803 geboren te Portsmouth. Hij was het oudste van negen kinderen uit het huwelijk van de anglicaanse dominee William Marchant Bussell en diens vrouw Frances (née Yates). John was voorbestemd zijn vader op te volgen. Die stierf echter in 1820 en de familie diende veel op te offeren voor Johns opleiding. Hij volgde onderwijs aan Winchester College. Terwijl hij zijn inwijding afwachtte, hoorde de familie de rooskleurige berichten over de kolonisatiemogelijkheden langs de rivier Swan in Australië. Migreren leek een goede oplossing voor hun problemen. John en zijn drie broers Charles, Vernon en Alfred scheepten in 1829 in op de Warrior met West-Australië als bestemming. William, de op een na oudste zoon, bleef in Engeland om tot dokter opgeleid te worden.

## West-Australië
De gebroeders Bussell arriveerden in de Swan River-kolonie in maart 1831. Ze vernamen dat de meeste grond langs de Swan reeds was toegewezen. James Stirling stelde voor dat ze zich samen met enkele andere families aan kaap Leeuwin zouden vestigen waar reeds een militaire post gevestigd was. De volgende maand scheepten Stirling en de families in op de Emily Taylor en voeren naar de monding van de rivier Blackwood. De omgeving werd vier dagen lang verkend. Stirling besliste er een onderkolonie op te richten. De bezittingen van de families werden ontscheept en Augusta werd gesticht.
De gebroeders Bussell bouwden een huis en legden een tuin aan nabij Augusta maar ondervonden moeilijkheden bij het klaren van de karribossen. Ze herbegonnen in december 1831. Bussell had tijdens zijn vele verkenningstochten 19 kilometer stroomopwaarts betere grond gevonden en noemde het landgoed Adelphi. Het jaar erop leden de broers hongersnood en leefden van gras en vis. De graanoogst mislukte, het vee verdwaalde en ze waren uitgeput door het harde werk en schrale leven. In 1833 arriveerden de zussen Fanny en Bessie en broer Lenox. Kort daarop brandde het huis op Adelphi af. Het volgende jaar kwamen moeder Frances en zus Mary aan in de Swan River-kolonie. Ze hadden nieuwe gereedschappen mee ter waarde van £ 1.000. Deze gingen echter verloren toen de kustvaarder Cumberland verging.
Ondanks de vier desastreuze jaren besliste John om 90 kilometer noordelijker, aan de rivier Vasse, terug te herbeginnen. Ze arriveerden er in april 1834. Het pad dat ze van de rivier naar hun eigendom aanlegden zou later de hoofdstraat van Busselton worden. Ze noemden het landgoed Cattle Chosen nadat er in september een verdwaalde koe met een kalf uit Augusta verzeild geraakte. Ondanks verdere tegenslagen slaagde de familie er uiteindelijk in overschotten te realiseren en naar Perth over te brengen om ze er te vermarkten.
In 1837 reisde Bussell terug naar Engeland om er de erfgename Sophie Hayward, die hij sinds zijn jeugd kende, te huwen. Het huwelijk ging niet door. Bussell werd ziek. Tijdens zijn herstel leerde hij de weduwe Charlotte Cookworthy (née Spicer) kennen die na de dood van haar man tot de Plymouth Brethren was toegetreden. Ze huwden in Plymouth op 22 augustus 1838 waardoor ze werd geëxcommuniceerd. Haar drie kinderen dienden ze te ontvoeren om, aan boord van de Montreal, terug naar Australië te reizen. Uit het huwelijk zouden nog vier dochters voortkomen.
Terug in Australië waren de relaties tussen de plaatselijk Aborigines en de kolonisten aan de Vasse verslechterd door het in cultuur brengen van het land dat voor de Aborigines eeuwenlang jachtgebied was geweest. Buurman George Layman werd in 1841 met een speer doorboord door de aboriginesleider Gaywal waarna deze werd gedood en zijn zonen werden gevangen gezet. Daarna keerde de rust terug. John Bussell bleef op Cattle Chosen terwijl de familie zich verspreidde door huwelijken en doordat de broers elders eigendommen ontwikkelden. Er was wat onenigheid over het opdelen van eigendommen.
Bussell werd in 1855 vredesrechter voor het district Vasse en in 1861 lid van de Vasse Board of Education. In 1864 gaf hij les in de klassieken aan Hale School in Perth. Van 4 november 1870 tot 3 juli 1872 zetelde hij in West-Australiës eerste wetgevende vergadering. Bussell stierf op Cattle Chosen op 21 september 1875. Hij werd begraven in Busselton aan St. Mary's Church. Die kerk had hij zelf mee helpen bouwen en hij had er misvieringen geleid wanneer de dominee afwezig was.

## Nalatenschap
- Busselton werd naar de familie Bussell vernoemd.[2]
- Tijdens West-Australië's eeuwviering in 1929 werd een gedenkplaat aangebracht op Cattle Chosen.[3]
- In 2016 werd een standbeeld van John Bussell onthuld in Busselton.[4]
- Bussell Highway werd naar de familie vernoemd.
- In 2007 slaagde de staatsbibliotheek van West-Australië erin de dagboeken van de familie Bussell, uit de pioniersjaren, te kopen.[5]

- Australian Dictionary of Biography: bussell-john-garrett-1860
- Trove: 1469880